# Одбрана Севастопоља (филм)
Одбрана Севастопоља (рус. Оборона Севастополя) руски је неми фим снимљен 1911. године у режији Василија Гончарова и Александра Ханжонкова.
Филм прати причу о опсади Севастопоља током Кримског рата. Један од најважнијих филмова у историји руске кинематографије и кинематографије уопште. Филм је имао широк позитиван пријем код публике царске Русије.
Одбрана Севастопоља је први играни филм снимљен у Руском царству. Премијерно је приказан 26. октобра у Палата Ливадија цара Николаја II.
У питању је први дугометражни филм снимљен у Руском цаству и први филм на свету снимљен коришћењем две камере. Филм је такође значајан по коришћењу специјалних „звучних ефеката” (паљбе из пиштоља и топа) и по улози ратних ветерана као консултаната.

## Улоге
| Глумац            | Улога    |
| ----------------- | -------- |
| Андреј Громов     | Нахимов  |
| Иван Мозжухин     | Корнилов |
| Арсениј Бибиков   |          |
| Борис Борисов     |          |
| Павел Бирјуков    |          |
| Владимир Максимов |          |

## Галерија
- Бродови
- Медицинске сестре
- Савет савезничких генерала
- Напад
- Евакуација
- Кадар деце
- Евакуација
- Енглески ветерани
- Кадар из филма
- Руски ветерани